# Galbanum (växt)
Galbanum (Ferula gummosa) är en växtart i släktet stinkflokor och familjen flockblommiga växter. Den beskrevs av Pierre Edmond Boissier 1856.
Arten är en perenn ört som förekommer i Iran och Turkmenistan. Av dess sav utvinns ett gummiharts, kallat galbanum. Hartset, som har en egendomlig, aromatisk lukt och bitter smak, är slemlösande och lindrigt retande, och ansågs förr ha en speciell inverkan på livmodern, varför det också kallades moderharts.